# Řevnice
Řevnice (en allemand : Rewnitz) est une ville du district de Prague-Ouest, dans la région de Bohême-Centrale, en République tchèque. Sa population s'élevait à 3 769 habitants en 2024.

## Géographie
Řevnice se trouve à 8 km au sud-ouest de Černošice, à 13 km au sud-est de Beroun et à 23,5 km au sud-ouest du centre de Prague.
La commune est limitée par Hlásná Třebaň au nord, par Lety au nord-est, par Dobřichovice à l'est, par Mníšek pod Brdy et Dobříš au sud, et par Svinaře et Zadní Třebaň à l'ouest.

## Histoire
La première mention écrite de la localité date de 1253.

## Transports
Par la route, Řevnice se trouve à 9 km de Černošice, à 24,5 km de Beroun et à 28 km du centre de Prague.